# Championnat de France de football australien 2012
 (août 2012).
Navigation
2011 2013
Le Championnat de France de football australien 2012 est la quatrième édition de cette compétition organisé par le Comité national de football australien. Lors de cette saison, les Bordeaux Bombers défendent son titre face à 3 autres équipes. Le championnat s'achève le 26 mai 2012 sur le sacre des Bordeaux Bombers pour la deuxième fois de son histoire .

## Organisation
Pour cette quatrième édition, la formule change et est composé de deux "divisions" (la Super League et la Development League) afin de pouvoir développer plus efficacement le football australien dans l'hexagone, car aujourd'hui ce sport tout récent doit faire face à des écarts de jeu entre les clubs au sein du championnat, et plus particulièrement entre les nouveaux clubs tels que la nouvelle équipe sudiste des Marseille Dockers en recherche d'existence sur le long terme et l'équipe de la capitale, les Paris Cockerels en quête d'un développement plus efficace. La Super League est constituée des Bordeaux Bombers tenant du titre, des Paris Cockerels, des Strasbourg Kangourous et des Toulouse Hawks. La Development League quant à elle comptera les clubs des Marseille Dockers jeune club ayant terminé quatrième la saison dernière pour sa première participation, des Montpellier Fire Sharks et des Perpignan Tigers.

## Clubs participants
| \| Aix-en-Provence Bordeaux Montpellier Paris Perpignan Strasbourg Toulouse \| Localisation des clubs engagés dans le championnat. |
| Aix-en-Provence Bordeaux Montpellier Paris Perpignan Strasbourg Toulouse                                                           |

Le 4e Championnat de France de football australien réunit 7 clubs répartis en deux divisions :
- Super League :

| Club                  | Ville      | Stade                    | Capacité | Création | Classement 2010-2011 |
| --------------------- | ---------- | ------------------------ | -------- | -------- | -------------------- |
| Bordeaux Bombers      | Bordeaux   | Stade des Bords de Jalle | 1 000    | 2007     | 1                    |
| Paris Cockerels       | Paris      | Stade du Polygone        |          | 1998     | 2                    |
| Strasbourg Kangourous | Strasbourg | Stade de Hautepierre     | 800      | 2005     | 4                    |
| Toulouse Hawks        | Toulouse   | Stade Robert Barran      | 1 800    | 2008     | 3                    |

- Development League :

| Club                    | Ville       | Stade                              | Capacité | Création | Classement 2010-2011 |
| ----------------------- | ----------- | ---------------------------------- | -------- | -------- | -------------------- |
| Aix-Marseille Dockers   | Marseille   | Stade de la Torse                  |          | 2010     | 2                    |
| Montpellier Fire Sharks | Montpellier | Parc des Sports de La Grande Motte |          | 2008     | 1                    |
| Perpignan Tigers        | Perpignan   | Stade Roger Ramis                  |          | 2008     | 3                    |

## Rencontres

### 1ejournée
| Le 24 septembre 2011 | Stade du Polygone, Paris         | Paris Cockerels       | 111 - 73 | Toulouse Hawks   |
|                      |                                  |                       |          |                  |
| Le 24 septembre 2011 | Stade de Hautepierre, Strasbourg | Strasbourg Kangourous | 66 - 95  | Bordeaux Bombers |
|                      |                                  |                       |          |                  |

### 2ejournée
| Le 5 novembre 2011 | Stade des Bords de Jalle, Bordeaux | Bordeaux Bombers | 97 - 34  | Toulouse Hawks        |
|                    |                                    |                  |          |                       |
| Le 5 novembre 2011 | Stade du Polygone, Paris           | Paris Cockerels  | 151 - 16 | Strasbourg Kangourous |
|                    |                                    |                  |          |                       |

### 3ejournée
| Le 12 novembre 2011 | Stade Roger Ramis, Perpignan | Perpignan Tigers        | 100 - 00 | Aix-Marseille Dockers |
|                     |                              |                         |          |                       |
| Le 27 novembre 2011 | Stade La Grande-Motte        | Montpellier Fire Sharks | 60 - 82  | Aix-Marseille Dockers |
|                     |                              |                         |          |                       |

### 4ejournée
| Le 3 décembre 2011  | Stade Robert Barran, Toulouse      | Toulouse Hawks   | 108 - 35 | Strasbourg Kangourous |
|                     |                                    |                  |          |                       |
| Le 10 décembre 2011 | Stade des Bords de Jalle, Bordeaux | Bordeaux Bombers | 99 - 81  | Paris Cockerels       |
|                     |                                    |                  |          |                       |

### 5ejournée
| Le 3 mars 2012  | Stade de Hautepierre, Strasbourg | Strasbourg Kangourous | 49 - 138 | Paris Cockerels  |
|                 |                                  |                       |          |                  |
| Le 10 mars 2012 | Stade Robert Barran, Toulouse    | Toulouse Hawks        | 61 - 88  | Bordeaux Bombers |
|                 |                                  |                       |          |                  |

### 6ejournée
| Le 10 mars 2012 | Stade de la Torse, Marseille | Aix-Marseille Dockers | 36 - 60  | Montpellier Fire Sharks |
|                 |                              |                       |          |                         |
| Le 31 mars 2012 | Stade Roger Ramis, Perpignan | Perpignan Tigers      | 100 - 00 | Montpellier Fire Sharks |
|                 |                              |                       |          |                         |

### 7ejournée
| Le 28 avril 2012 | Stade Saint-Jean-de-Védas, Montpellier | Montpellier Fire Sharks | 100 - 00 | Perpignan Tigers |
|                  |                                        |                         |          |                  |
| Le 19 mai 2012   | Stade de la Torse, Marseille           | Aix-Marseille Dockers   | 100 - 00 | Perpignan Tigers |
|                  |                                        |                         |          |                  |

### 8ejournée
| Le 5 mai 2012 | Stade du Polygone, Paris         | Paris Cockerels       | 69 - 66  | Bordeaux Bombers |
|               |                                  |                       |          |                  |
| Le 5 mai 2012 | Stade de Hautepierre, Strasbourg | Strasbourg Kangourous | 55 - 122 | Toulouse Hawks   |
|               |                                  |                       |          |                  |

### 9ejournée
| Le 19 mai 2012 | Stade Robert Barran, Toulouse      | Toulouse Hawks   | 115 - 97 | Paris Cockerels       |
|                |                                    |                  |          |                       |
| Le 26 mai 2012 | Stade des Bords de Jalle, Bordeaux | Bordeaux Bombers | 100 - 00 | Strasbourg Kangourous |
|                |                                    |                  |          |                       |

## Classement
| Pl. | Équipe                | J | V | N | D   | PM  | PC  | Pts | Diff   |
| --- | --------------------- | - | - | - | --- | --- | --- | --- | ------ |
| 1   | Bordeaux Bombers T    | 6 | 5 | 0 | 1   | 541 | 311 | 21  | 173,95 |
| 2   | Paris Cockerels CF    | 6 | 4 | 0 | 2   | 649 | 418 | 18  | 155,26 |
| 3   | Toulouse Hawks        | 6 | 3 | 0 | 3   | 513 | 481 | 15  | 106,65 |
| 4   | Strasbourg Kangourous | 6 | 0 | 0 | 6 * | 223 | 716 | 5   | 31,15  |

| Pl. | Équipe                  | J | V | N | D   | PM | PC | Pts | Diff   |
| --- | ----------------------- | - | - | - | --- | -- | -- | --- | ------ |
| 1   | Montpellier Fire Sharks | 4 | 1 | 0 | 1   | 82 | 60 | 4   | 136.67 |
| 2   | Aix-Marseille Dockers   | 4 | 1 | 0 | 1   | 60 | 82 | 1   | 73.17  |
| 3   | Perpignan Tigers        | 4 | 0 | 0 | 0** | 0  | 0  | 0   | 0      |

- Dont un forfait 100 - 00
  - Dont quatre forfaits 100 - 00

Abréviations
T : Tenant du titre

CF : Vainqueur de la Coupe de France